# Plan Gimel
Plan Gimel (hebr. ג תוכנית, Tochnit Gimel); pol. plan C) został opracowany w maju 1946 roku przez żydowską organizację paramilitarną Hagana w Brytyjskim Mandacie Palestyny w celu obrony żydowskich społeczności w Palestynie na wypadek wybuchu wojny domowej lub kolejnego arabskiego powstania. Jego nazwa pochodziła od trzeciej litery alfabetu hebrajskiego „ג” (gimel).

## Historia
Wraz z rozwojem działalności ruchu syjonistycznego i osadnictwem żydowskim w Palestynie narastał konflikt izraelsko-arabski. Obie strony tego konfliktu dążyły do utworzenia własnych niepodległych państw w Palestynie. Strona żydowska posiadała własną organizację paramilitarną Hagana, która już w lutym 1945 roku przygotowała pierwszy plan mający na celu uzupełnienie działań politycznych odpowiednimi krokami militarnymi. Nazywał się on 'plan Alef (hebr. תוכנית א), od pierwszej litery alfabetu hebrajskiego „א” (alef). Wzorował się on na dążeniach niepodległościowych Rodezji Południowej. Został tak zaprojektowany, aby stłumić opór palestyńskich Arabów i umożliwić organizacji syjonistycznej przejęcie pełnej kontroli nad Ziemią Izraela .
Zakładając, że sąsiednie państwa arabskie przyjdą z pomocą palestyńskim Arabom, rozpoczęto prace nad modyfikacją planu Alef, tworząc we wrześniu 1945 roku plan Bet (hebr. ב תוכנית), od drugiej litery alfabetu hebrajskiego „ב” (bet). Zakładał on rosnący sprzeciw Arabów wobec syjonistycznych planów podziału Palestyny oraz złożone stanowisko Wielkiej Brytanii. Gdy 2 kwietnia 1947 roku sprawa Palestyny została poddana pod obrady Zgromadzenia Ogólnego Organizacji Narodów Zjednoczonych, Hagana przystąpiła do opracowywania kolejnego militarnego planu działania. W maju 1946 roku przedstawiono plan Gimel (hebr. ג תוכנית), od trzeciej litery alfabetu hebrajskiego „ג” (gimel). Został on przygotowany w celu zwiększenia potencjału militarnego Hagany i wsparcia w razie potrzeby działań politycznych odpowiednimi krokami militarnymi. Dwa pierwsze plany zakładały działania jedynie w przypadku drobnych incydentów zbrojnych, natomiast trzeci plan przedstawiał działania na wypadek inwazji regularnych armii sąsiednich państw arabskich.
Przyjęta 29 listopada 1947 roku Rezolucja Zgromadzenia Ogólnego ONZ nr 181 zakładała podział Palestyny na dwa państwa: arabskie i żydowskie. Społeczność żydowska zaakceptowała ten plan, jednak Arabowie go odrzucili i dzień później doprowadzili do wybuchu wojny domowej w Mandacie Palestyny. Przebieg starć z przełomu listopada i grudnia 1947 roku pokazywał, że arabscy powstańcy są lepiej uzbrojeni i zorganizowani, oraz mogą liczyć na pomoc państw ościennych. Przy tym wszystkim, Brytyjczycy nie interweniowali, a czasami nawet udzielali pomocy lub milczącego wsparcia siłom arabskim. Osamotniona Hagana starała się bronić społeczności żydowskie, zachowując przy tym umiarkowanie. Natomiast separatystyczne grupy Lechi i Irgunu nie podporządkowywały się przywództwu politycznemu palestyńskich Żydów i prowadziły swoje akcje, stosując brutalne metody. Szybko zmieniająca się sytuacja spowodowała, że 18 grudnia 1947 roku Hagana przystąpiła do realizacji planu Gimel. Zakładał on ochronę strategicznych obiektów i osad żydowskich, które były narażone na ataki. Cechą szczególną planu było to, że przewidywał on prowadzenie działań odwetowych wymierzonych w strategiczne obiekty arabskie oraz przywódców wojskowych i politycznych wroga. Plan zakładał, że w rejonie żydowskich osiedli, które znajdowały się w szczególnie niebezpiecznych regionach, miały być prowadzone działania zmierzające do rozbicia sił arabskich. Miało to zapewnić tym osiedlom możliwość przetrwania najtrudniejszego pierwszego okresu funkcjonowania nowego państwa arabskiego. Spodziewano się przy tym, że nowe arabskie władze nie będą w stanie w pierwszym okresie zapewnić bezpieczeństwa swoim obywatelom. Jak przewidywano, miał to być najtrudniejszy okres dla obu stron. Plan dopuszczał przy tym niszczenie arabskiego transportu, atakowanie arabskich wiosek, niszczenie domów i wypędzanie ich mieszkańców. Był to jednak plan zdecydowanie defensywny, nie zakładający żadnych poważnych działań ofensywnych ze strony Hagany.
Przebieg wojny domowej pokazywał jednak, że Arabowie wygrywali w wojnie o drogi, a zbliżający się termin wycofania ostatnich brytyjskich żołnierzy wiązał się z terminem proklamacji niepodległości Izraela i nieuchronną inwazją arabskich armii. Dlatego w marcu 1948 roku Hagana opracowała lan Dalet (hebr. תוכנית ד) od trzeciej litery alfabetu hebrajskiego „ד” (dalet). Został on przygotowany w celu przejęcia kontroli nad jak największą częścią żydowskich obszarów przyznanych przez rezolucję ONZ nr 181.